# Müllerovo těžířstvo

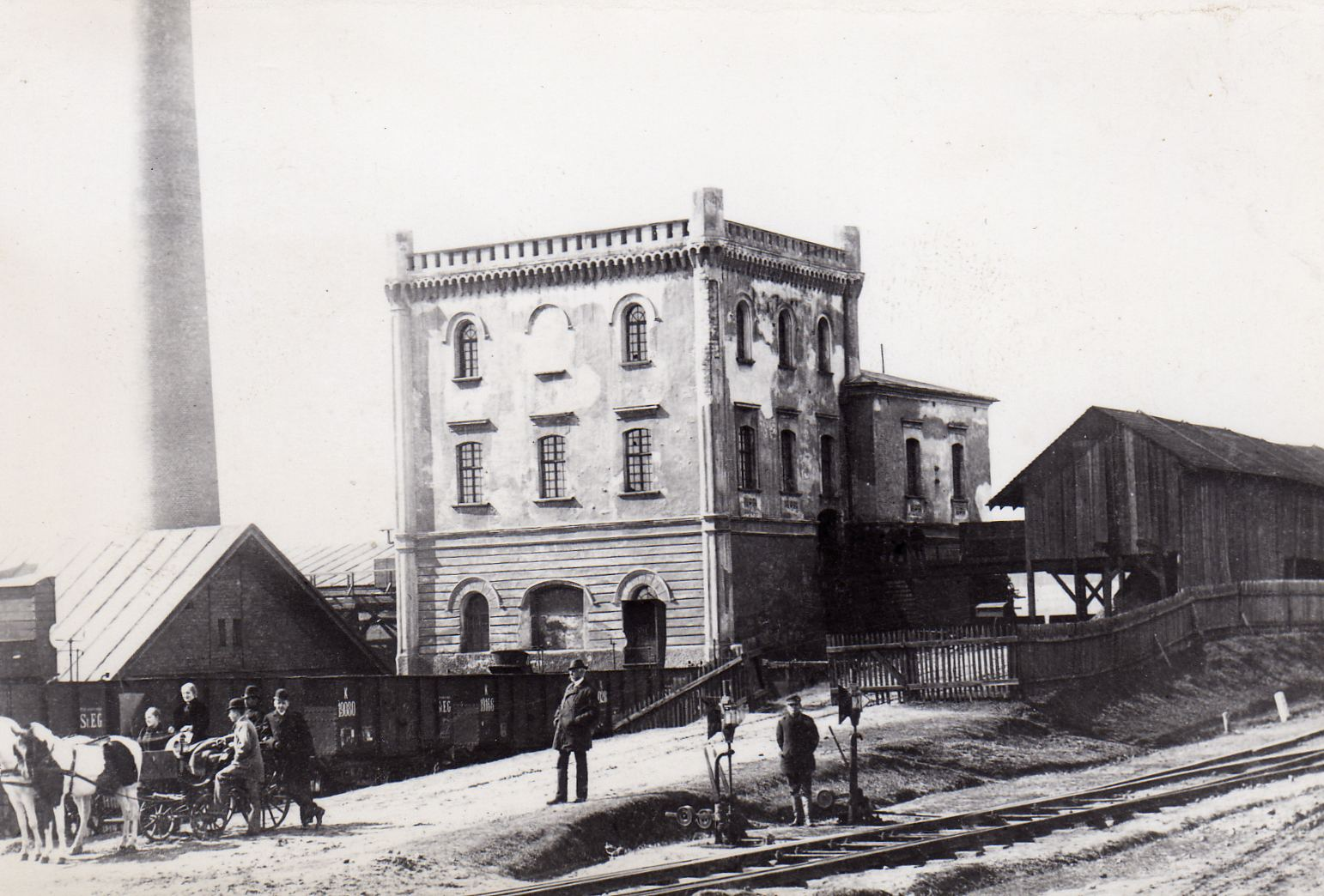
Důl Simson z roku 1888

Müllerovo těžířstvo byla báňská společnost, která se zabývala těžbou černého kamenného uhlí v Rosicko-oslavanském revíru a na Žacléřsku. Zakladatelem byl Jan (Johann) Baptista Müller s bratrem Antonínem a pokračovateli jeho žena, synové a vnukové.

## Historie
Na Oslavanském panství v jižní části v roce 1782 byla zahájena těžba černého kamenného uhlí. V roce 1782 bratři Jan (Johann) a Antonín Müllerové z Tyrol zahájili akvizice k získání lenního práva na dolování. Dne 17. března 1875 byl vydán Vrchnostenskému ředitelství kamerálních statků exjezuitů a náboženského fondu na Moravě ve Vídni první propůjční list, který zajišťoval oslavanskému těžířstvu na věčné časy výhradní právo dolovat na celém území oslavanského panství kamenné uhlí a ledek.
V roce 1785 přišel z Tyrol do Oslavan zkušený báňský úředník Jan Baptista Müller (1752–1806), který tento propůjční list získal do nájmu. Se svým bratrem Antonínem Müllerem založil Müllerovo těžířstvo. V údolí potoka Balinka vybudovali areál se správními, obytnými a hospodářskými budovami, který se nazýval Havírna (Werkhof). Kupní smlouvou ze dne 16. dubna 1800 Jan Baptista Müller odkoupil právo na těžbu na celém oslavanském panství za 40 000 zlatých. Po jeho smrti převzala podnik jeho žena Anna Müllerová, rozená Hornerová, zvaná Ledařka, spolu s jeho bratrem Antonínem a později se synem Janem Danielem. V roce 1832 zemřela Anna Müllerová, vedení společnosti převzal syn Jan Daniel (1794–1875) – zvaný pantáta.
V roce 1844 Jan Daniel Müller koupil dolové míry od Josefa Reicha v Žacléři včetně štoly Egidi za 36 000 tolarů. V roce 1860 daroval svým synům doly v Žacléři, na to bratři založili Kamenouhelné těžířstvo bratří Müllerů. V roce 1861 Jan Arnošt Herring převedl svůj třetinový podíl na Svatotrojické důlní pole v Oslavanech na Jana a Antonína Müllerovy.
V roce 1869 Mülerové své doly a podíly v Oslavanech prodali Innerberské společnosti ve Vídni, která v roce 1881 se stala součástí Rakouské alpinské montánní společnosti. Müllerům tehdy patřily doly Simson, Anna, Mašina, Charlotta, Jindřich-Alexander, Dědičná štola, štola Xaveri, Karoli a další. Jan Daniel si ponechal jen doly na Žacléřsku a v Oslavanech Havírnu a mlýn. Po prodeji dolů v Oslavanech se synové odstěhovali do Žacléře. V roce 1872 koupili od Mangera jeho štolu Antonín a jámu Františka. Spory mezi syny Jana Daniela a zvýšená v konkurence vedly k tomu, že Kamenouhelné těžířstvo bratří Müllerů prodalo v roce 1898 důlní majetek společnosti Západočeský báňský akciový spolek (ZBAS). Důlní majetek (dva doly Marie a Julie, 113 jednoduchých důlních měr, 24 přebytků, 22 kutišť včetně civilních staveb) byl prodán za 548 000 zlatých.
František Müler (1825–1901) se vrátil zpět na Havírnu, kde v roce 1901 zemřel jako poslední potomek zakladatele uhelných dolů v Havírně (Werkhof). V roce 1902 byl Werkhof prodán ve veřejné dražbě.

### Zásluhy
V roce 1867 Jan Daniel Müller zakoupil pro obec Zbýšov první vozní hasičskou stříkačku.
V roce 1871 Jan Daniel Müller s baronem Stummerem z Tavarnoka se podílel na výstavbě nemocnice v Ivančicích, podílel se na výstavbě železnice z Brna do Zastávky v roce 1855 a železniční vlečky k dolu Simson ze Zbýšova. František Müller založil v Oslavanech školní knihovnu do které zakoupil na 200 knih. Theodor Müller finančně podporoval faru a obecní školu ve Zbýšově, podporoval zakládání škol. Jan Daniel Müller a jeho syn Theodor obdrželi Záslužné zlaté kříže s korunkou  František Müller, horní rada, vyznamenán papežem Piem IX. Řádem sv. Řehoře a Řádem c.k. Františka Josefa.

## Doly založené nebo koupené

### Oslavany a Zbýšov
Na Oslavansku Müllerové působili 84 let.
Po získání privilegia na těžbu uhlí zakládal J. B. Müller kutiště, štoly a plytké jámy, které byly záhy opuštěny z důvodů nezvládnutí přítoků vody.
- 1785 – 1800: štola za Havírnou a důl Havírna (15 m hluboký), Janský (28 m), Barbora (30 m, těžba ukončena v roce 1854[16]), Anna (201 m), Charlotta (28 m, těžba pomocí vrátku[16]), Antoni, úpadní jámy František – Alexander (15 m), Jindřich-Anton, Theodor. U Zbýšova důl Antonínský[17] do roku 1830.
- Štoly: Verpach (100 m dlouhá), Anton (100 m), Xaveri, Karoli (100 m), Christofi (100 m), Jan (100 m) a důl Nová Mašinka (145 m).[18][19] Mariahilf stollen (štola Marie Pomocné),

- 1830 znovu otevřen důl Anna, instalován první parní stroj[20], 1859 postavena koksovna
- 1850 Müllerová šachta – Mašinka vybavena parním strojem (v roce 1820 hloubka 41,7 m, v roce, 1870 hloubka 120 m)[21]
- 1848 důl Simson (Zbýšov)
- 1854–1857 vlastnili doly Simson, Anna a Mašinka
- 1856 Dědičná štola (Müller, Klein, Baumgartner)[18]
- 1861 důl Ferdinand (podíl od Herringa)

### Žacléř
V Žacléři působili Müllerové 54 let
- 1844 koupil Jan Daniel Müller důlní míry Mariahilf mas – Marie Pomocná a štolu Egidi, v roce 1860 ji daroval synům.
- 1853–1855 důl Julie - první parní stroj na Žacléřsku
- 1869 důl Marie
- 1872 koupili bratři Müllerové od Mangera štolu Antonín a důl Františka
- 1844 doly v Černé vodě[16]